# Strucht
Strucht (en limbourgeois : Sjtröch) est une ancienne commune et un hameau néerlandais d'environ 170 habitants (2005) dans la commune de Fauquemont-sur-Gueule, dans la province du Limbourg néerlandais.

## Géographie
Strucht est situé sur la route qui mène de Oud-Valkenburg (Vieux-Fauquemont) à Schin op Geul. Le village touche les habitations de Schin op Geul, dont on considère souvent que Strucht fait désormais partie.
Strucht n'a pas d'église ; le village appartient aux paroisses d'Oud-Valkenburg et de Schin op Geul

## Histoire
Autrefois, Strucht était une seigneurie, créée en 1383. Le châtelain du Château de Schaloen était seigneur de Strucht.
Érigée commune indépendante au XIXe siècle, Strucht a été rattaché le 1er janvier 1878 à la commune de Schin op Geul.